# 栗原隆一
栗原 隆一（くりはら りゅういち、1926年 - ）は、日本の歴史家。
福岡県生まれ。明治大学政治経済学部卒。サンケイ新聞記者を経て、文筆家。

## 著書
- 『幕末海戦物語』物語歴史文庫 雄山閣出版、1971
- 『戊辰戦争物語』物語歴史文庫 雄山閣出版、1971
- 『幕末諸隊始末』新人物往来社、1972
- 『幕末日本の軍制』新人物往来社、1972
- 『甲標的 無慚なり!栄光よ 特殊潜航艇のドキュメント』波書房、1974
- 『西郷隆盛順逆の軌跡』エルム、1974
- 『松陰 その叛逆の系譜』エルム、1974
- 『幕末諸隊100選』秋田書店、1974
- 『御用盗始末記』学芸書林、1975
- 『斬奸状』学芸書林、1975
- 『四七都道府県の明治維新 あなたの県のつくられ方と県名の由来』自由国民社、1981
- 『西郷と大久保の生涯 薩摩の盟友』斉藤政秋撮影 大陸書房、1989
- 『ふるさと歴史舞台 3 辺境に賭けた男たちの相剋』共著 ぎょうせい、1991

## 参考
- 『幕末日本の軍制』著者紹介